# Aphodius elisabethae
Aphodius elisabethae is een keversoort uit de familie bladsprietkevers (Scarabaeidae). De wetenschappelijke naam van de soort is voor het eerst geldig gepubliceerd in 1956 door Endrodi.